# Автошлях Т 0712
Автошля́х Т 0712 — автомобільний шлях територіального значення у Закарпатській області. Пролягає територією Перечинського та Свалявського районів через Перечин — Сваляву. Загальна довжина — 52,1 км.

## Маршрут
Автошлях проходить через такі населені пункти:
| Автошлях Т 0712      |            |
| Закарпатська область |            |
| Перечинський район   |            |
| Перечин              | Н13        |
| Сімер                |            |
| Тур'ї Ремети         |            |
| Раково               |            |
| Тур'я Пасіка         |            |
| Порошково            |            |
| Свалявка             |            |
| Свалявський район    |            |
| Оленьово             |            |
| Плоске               |            |
| Павлово              |            |
| Яківське             |            |
| Поляна               |            |
| Солочин              |            |
| Голубине             | Т 0741     |
| Свалява              | E50E471М06 |